# Religionsfreiheit in den Vereinigten Staaten

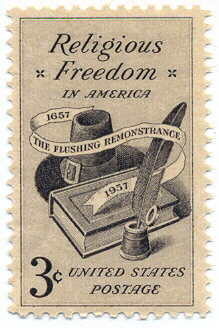
Religionsfreiheit: US-amerikanische Briefmarke von 1957

In den Vereinigten Staaten liegt bezüglich der Religionsfreiheit die Betonung auf absoluter Nichteinmischung des Staats in die Angelegenheiten einer Religion (1. Zusatz zur Verfassung der Vereinigten Staaten von Amerika), in Europa liegt die Bedeutung der Religionsfreiheit mehr auf der Nichteinmischung des Staats in die Religionsfreiheit des Individuums, was bis zur vollständigen religiösen Neutralität des Staats gehen kann (Laizismus).
Andererseits schützen die Vereinigten Staaten ebenfalls die Religionsfreiheit des Individuums und die europäischen Staaten vertreten prinzipiell ebenfalls die Nichteinmischung des Staats in die Angelegenheiten einer Religion, wobei es Einschränkungen zugunsten von anderen Rechten geben kann. Ob die völlige Neutralität des Staates tatsächlich verwirklicht ist, ist angesichts der christlich grundierten zivilreligiösen Elemente der amerikanischen Gesellschaft umstritten. Beispielsweise ist auf allen US-Geldzeichen der Satz In God we trust gedruckt bzw. geprägt; bei öffentlichen Vereidigungen wird im Regelfall auf die Bibel geschworen – dies ist zwar nicht kodifiziert, aber als ein islamischer Abgeordneter hierzu den Koran verwendete, war dies sehr kritisiert worden.

## Geschichte
Die Religionsfreiheit in den USA geht auf die Siedlerzeit zurück. So wurde etwa Neuengland stark von puritanischen Glaubensflüchtlingen besiedelt. In ihren Siedlungsgebieten dominierten sie in der Folge sowohl Staat und Kirche, wobei die entsprechenden Entscheidungsgremien institutionell meistens getrennt waren. Die positive Religionsfreiheit, also das Recht, den eigenen Glauben frei zu äußern, wurde für die Puritaner durch die Besiedelung von Nordamerika gelöst.
Die dominierenden Puritaner waren nun ihrerseits in der Situation, darüber zu bestimmen, welche Konfession und Religion sie auf ihrem Gebiet tolerieren wollten. Toleriert wurden zunächst nur die Anglikaner, weil diese meistens königliche Beamte waren. Hingegen verwehrte Massachusetts Andersgläubigen wie den Quäkern die Niederlassung. 1659 und 1661 wurden sogar insgesamt vier Quäker gehängt, weil sie die Religionsfreiheit in Anspruch nahmen.
Als einer der wichtigen Löser des konfessionellen Konfliktes gilt der Jurist und Geistliche Roger Williams (1603–1683). Dieser wehrte sich in Boston erfolglos gegen die Einmischung des Staates in die Kirche und umgekehrt. Williams war Anhänger der baptistischen Freikirche und Gründer von Rhode Island. 1638 wurde in der heutigen Hauptstadt Providence die baptistische Kirche eingeweiht. 1647 wurde in Rhode Island die staatsunabhängige Glaubensfreiheit und damit die Niederlassungsfreiheit ungeachtet der Konfession eines Siedlers von Beginn Weg konsequent umgesetzt. Der heute in den westlich geprägten Ländern gültige Vorrang der Positiven Glaubensfreiheit und damit der Niederlassungsfreiheit über die Negative Religionsfreiheit wurde erstmals umgesetzt: Das Recht, Andersgläubige im eigenen Territorium nicht dulden zu müssen, wurde definitiv als minderrangig eingestuft.
Im ursprünglich katholischen Maryland hatten die (inzwischen mehrheitlich protestantischen) Siedler im Maryland-Toleranz-Gesetz von 1649 trinitarischen Christen (also insbesondere Katholiken) Glaubensfreiheit zugestanden.
Durch die Vormachtstellung der Puritaner in Neu-England lag die systematische protestantische Begründung der Glaubensfreiheit brach. In diese Lücke sprangen die Rationalisten wie zum Beispiel Thomas Jefferson in Virginia unter Berufung auf John Locke. Wie die Freikirchen sah Jefferson in einer Kirche eine freiwillige Gesellschaft von Menschen. Wichtige Dokumente für die Religionsfreiheit in Virginia sind die Virginia Declaration of Rights (1776) und das Virginia Statute for Religious Freedom (1786).
Noch Ende des 19. Jahrhunderts durften die Gliedstaaten der USA einer Konfession den Vorrang geben, solange die Verfassung dadurch nicht tangiert wurde, also die Glaubensfreiheit der Andersgläubigen nicht eingeschränkt war. Seit dem 20. Jahrhundert sind die Bundesgerichte für die Glaubensfreiheit zuständig.

## Gegenwart
Die kollektive Negative Religionsfreiheit wurde in Anspruch genommen, als 1962 und 1963 das Oberste Gericht das Gebet und die Bibellesung in den staatlichen Schulen als verfassungswidrig beurteilte.
Aufgrund des Selbstbestimmungsrechts der Kirchen dürfen sie bei der Anstellung Männer gegenüber Frauen bevorzugen, obwohl bei Anstellungsverhältnissen in den USA ansonsten das Diskriminierungsverbot gilt. Diese Sonderregelung gilt jedoch nur für pastorale und vergleichbare Angestellte. Dazu gehört auch das Lehrpersonal, das an kirchlichen Hochschulen Prediger ausbildet. Hingegen darf es bei der Anstellung von Lehrkräften an christlichen Hochschulen für nicht-geistliche Fächer wie etwa Psychologie keine Diskriminierung im Bereich des Anstellungsverhältnisses wie etwa der Lohnfrage geben. Die Bevorzugung von Männern gegenüber Frauen muss zudem geistlich-theologisch begründet sein. Bei einer allfälligen ideologischen wie sexistischen Begründung urteilen die Gerichte nach dem Diskriminierungsverbot. Eine Redaktionssekretärin in einem christlichen Verlagshaus ist vom Diskriminierungsverbot geschützt, weil ihre Funktion nicht als Ausübung einer kirchlichen Kerntätigkeit angesehen wird. Die Beseitigung aller Diskriminierung in den USA ist die Folge des Civil Rights Act of 1964. Die Religionsfreiheit ist durch den Ersten Zusatz zur Verfassung gewährleistet.
Unternehmen in Familienbesitz wurde im Juni 2014 vom Obersten Gericht zugebilligt, ihren Angestellten keine Krankenversicherungsleistungen unter dem Affordable Care Act anbieten zu müssen, wenn diese Verhütungsmethoden abdecken, die gegen die religiösen Grundsätze der Firmeninhaber verstoßen. Es war das erste Mal, dass das Gericht das Bundesgesetz nicht nur auf Personen, sondern auch auf Firmen anwendete.